# Anne Kirkbride
Anne Kirkbride (Oldham, Lancashire; 21 de junio de 1954-Mánchester, 19 de enero de 2015) fue una actriz inglesa, más conocida por haber interpretado a Deirdre Barlow en la serie Coronation Street durante 40 años.

## Biografía
Fue hija del dibujante Jack Kirkbride y de Edna Kirkbride.
En junio de 1992 se casó con el actor David Beckett.
En 1993 fue diagnosticada con el linfoma no hodgkiniano y se sometió a quimioterapia. Se le dio el alta en 1998. El 19 de enero de 2015, se anunció que había muerto en un hospital en Mánchester, luego de perder su batalla contra el cáncer de mama.

## Carrera
El 20 de noviembre de 1972, se unió al elenco principal de la exitosa serie británica Coronation Street, donde interpretó a Deirdre Barlow hasta el 8 de octubre de 2014. El 29 de septiembre de 2014 se anunció que había decidido tomarse tres meses de descanso de la serie y regresaría; sin embargo, murió en enero de 2015 por lo que nunca regresó a la serie.

## Filmografía
Serie de televisión
| Año         | Título            | Personaje      | Notas           |
| ----------- | ----------------- | -------------- | --------------- |
| 1972 - 2014 | Coronation Street | Deirdre Barlow | 1,439 episodios |

Películas
| Año  | Título                        | Personaje      | Notas                                                                                             |
| ---- | ----------------------------- | -------------- | ------------------------------------------------------------------------------------------------- |
| 1999 | Wetty Hainthropp Investigates | Deirdre Rachid | corto - Victoria Wood, Julie Walters, Harriet Thorpe, Celia Imrie, David Bamber y Judith Chalmers |

Presentadora
| Año  | Programa        | Notas |
| ---- | --------------- | ----- |
| 2001 | Songs of Praise | -     |

Apariciones
| Año  | Título                     | Personaje         | Notas                          |
| ---- | -------------------------- | ----------------- | ------------------------------ |
| 2007 | You Don't Know You're Born | -                 | episodio # 1.1                 |
| 1998 | This Is Your Life          | -                 | episodio "Anne Kirkbride"      |
| 1972 | ITV Saturday Night Theatre | Novia del Jugador | "Another Sunday and Sweet F.A" |